# Io sono Francesco
Io sono Francesco è il singolo d'esordio di Francesco Tricarico uscito nel settembre 2000 ed in seguito inserito nel suo primo album Tricarico. Il disco è stato pubblicato anche in Spagna con il titolo Yo soy Francesco.
Il singolo entra in classifica ad ottobre, soprattutto in seguito alla massiccia programmazione radiofonica, e progressivamente scala le posizioni fino ad arrivare in vetta il 19 gennaio 2001. In totale il disco rimarrà in classifica per quasi sette mesi, ottenendo un disco di platino, una nomination al P.I.M. come "canzone dell'anno" e una agli Italian Music Awards.
Il brano è dotato della struttura di una filastrocca e di un testo ingenuo e profondo al tempo stesso, dal sapore profondamente autobiografico, è la storia di un'infanzia difficile, segnata da un trauma (che, conoscendo la storia di Francesco, si può ricondurre alla morte del padre). Tuttavia il protagonista del brano riesce a uscirne durante l'adolescenza, grazie alla consapevolezza di sé e all'aiuto di un "padre non biologico".
La canzone suscitò polemiche per le volgarità e gli insulti alla maestra. Tricarico sostenne che la sua canzone fosse "un inno in difesa dei bambini".

## Tracce

### Edizione italiana
1. Io sono Francesco
2. Brillantini
3. Io sono Francesco (base)

### Edizione spagnola
1. Yo soy Francesco
2. Yo soy Francesco (limpia)
3. Io sono Francesco
4. Brillantini

## Classifiche
| Posizione | 40 | 41 | 37 | 28 | 25 | 10 | 7 | 12 | 12 | 7 | 5 | 3 | 3 | 6 | 3 | 1 | 2 | 2 | 2 | 3 | 4 | 10 | 11 | 15 | 23 | 18 | 18 | 28 | 47 | 34 |

## Cover
- Il gruppo Gem Boy ha inciso una cover parodistica di Io sono Francesco, intitolata Luciano.
- Tricarico si è esibito assieme a Francesco Gabbani con questa canzone alla serata delle cover del Festival di Sanremo 2025.